# ユン・シユン
ユン・シユン（1986年9月26日 - ）は、韓国の俳優。

## 人物
1986年9月26日生まれ韓国生まれ　天秤座、Ｂ型
- 京畿大学校演技学科在学中。
- 所属事務所：TAXI ENTERTAMENT
- 2009年にMBCのシットコム『明日に向かってハイキック』でデビューした[1]。
- 2010年7月公開の映画、『コ死2』で映画デビューも果たす[2]。
- 2014年に海兵隊に入隊し、2年間の軍人生活を終え、2016年に除隊。

## 出演作品

### テレビドラマ
- 明日に向かってハイキック（2009年-2010年、MBC） - チョン・ジュニョク 役
- ディアラとユン・シユンのBubiBubi（2010年、オリブネットワーク）
- 製パン王 キム・タック（2010年、KBS） - キム・タック 役
- トキメキ恋するセンチョリ村（2010年-2011年、tvN） - パク・シユン役
- 私も花!（2011年、MBC） - ソ・ジェヒ 役
- ハイキック3～短足の逆襲～（2011年-2012年、MBC） - ユン・シユン役
- となりの美男＜イケメン＞（2013年、tvN） - エンリケ・クム 役
- ハッピーヌードル（2013年、浙江衛星テレビ） - カン・スチャン 役
- 総理と私（2013年、KBS） - カン・インホ 役
- 魔女宝鑑 〜ホジュン、若き日の恋〜（2016年、JTBC） -  ホ・ジュン役
- 僕は彼女に絶対服従～カッとナム・ジョンギ（2016年、JTBC） - カメオ出演、ユン・シユン役
- 君の恋愛実験～三つ色のファンタジー～（2017年、MBC） - ソ・インソン役
- 最高の一発〜時空（とき）を超えて〜（2017年、KBS2） - ユ・ヒョンジェ役
- 親愛なる判事様（2018年、SBS） - ハン・ガンホ／ハン・スホ役
- 不滅の恋人（2018年、TV朝鮮） - イ・フィ役
- 絶対彼氏。（2019年、SBS）
- 緑豆の花（2019年、SBS） - ペク・イヒョン役
- サイコパスダイアリー（2019年-2020年、tvN） - ユク・ドンシク役
- トレイン（2020年、OCN） - ソ・ドウォン役
- You Raise Me Up（2021年、wavveオリジナル）- ド・ヨンシク役
- ヒョンジェは美しい（2022年、KBS）- イ・ヒョンジェ役

### 映画
- コ死2（2010年）
- Mr.Perfect 백프로（2014年） - セジン役[3]（主演）
- インターネットムービー　Brand Guardians　(2012年10月〜12月） 主演
- ニカンネカン　主演
- 誕生(仮) 主演

### CF
- KTテック ブビブビフォン
- Dunkin' Donuts
- T.I FORMAN イメージモデル
- NII モデル